# 奥尻大成中継局
奥尻大成中継局（おくしりたいせいちゅうけいきょく）は、北海道久遠郡せたな町大成区貝取澗に置かれているテレビ・FMラジオ放送の中継局である。

## 概要
- せたな町大成区貝取澗の穴澗山に設置されており、周辺地域に加え奥尻海峡を隔てた30km以上先の奥尻島へ向けてテレビおよびFM放送電波を発射している（詳しい放送エリアは後述の#放送エリアについてを参照）。
- 中継波は江差中継局からのエア受けで、函館送信所から数えて基本3段目。

### デジタルテレビ中継局
- 2008年12月9日より試験放送開始、同年12月25日開局。
- 後述のアナログ放送と異なり、NHK・民放ともステレオ放送をはじめとするすべてのサービスが楽しめる。

### アナログテレビ中継局
- 各局とも西方向からの冬季間の暴風波浪時にゴーストや瞬間的な電波停止が発生することがあった（テレビ北海道（TVh）・北海道テレビ放送（HTB）・北海道文化放送（UHB）が卓越。中継波の受信先の江差局は各局ともUHF。ゴーストは海上伝播による電波の乱反射などの影響。瞬間的な電波停止は江差局のエア受けの際のダイバーシティ受信によるアンテナ切替の影響。）。
- 民放テレビは全社で音声多重放送非実施。NHKのみ札幌エリア以外の北海道各地域と同様に音声多重放送を実施している。

## 中継局送信施設

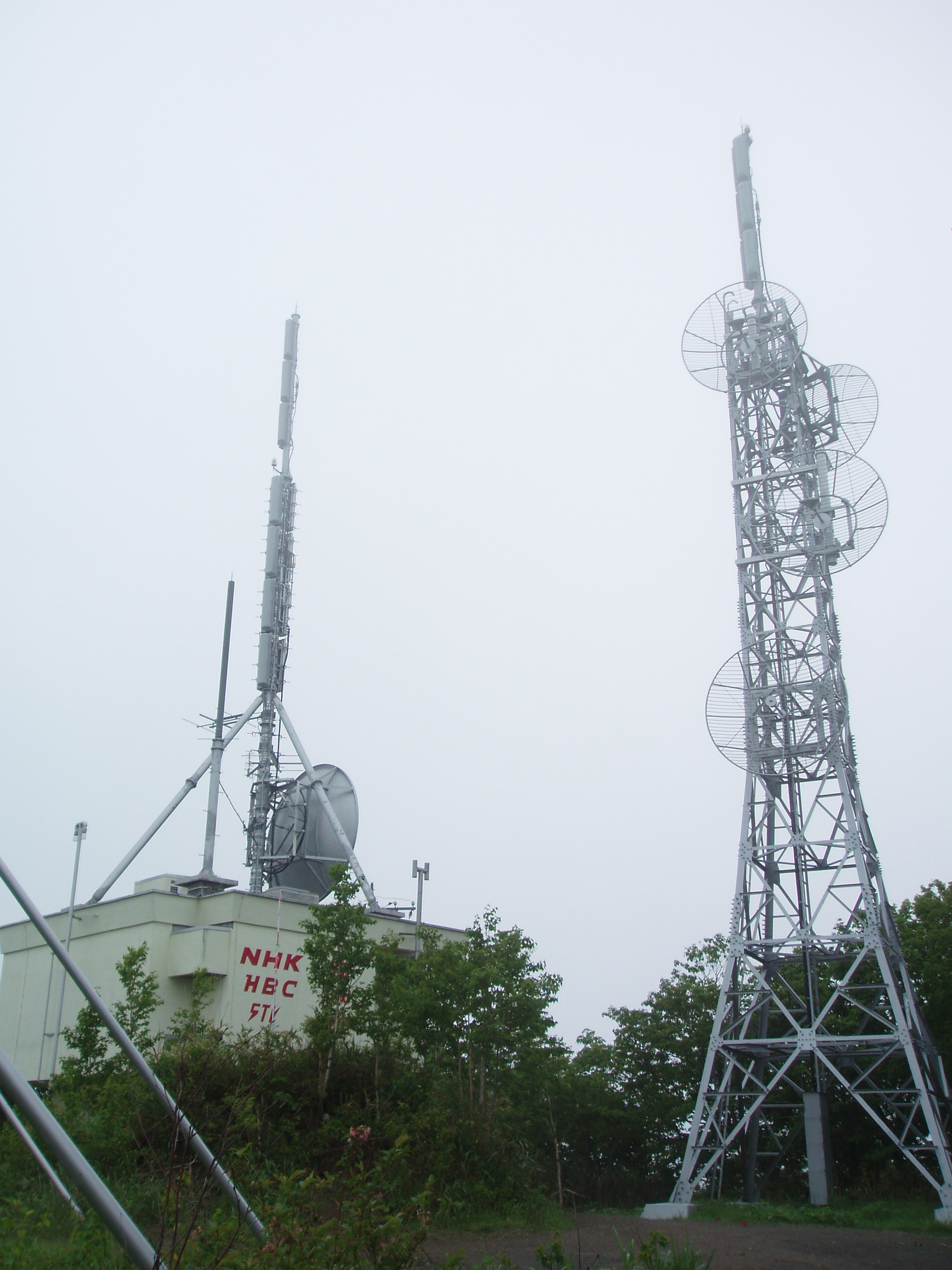
奥尻大成中継局

### 地上デジタルテレビジョン放送送信設備
| ID | 放送局名             | 物理 チャンネル | 空中線 電力 | ERP  | 放送対象地域          | 放送区域 内世帯数 | 開局日          |
| -- | -------------------- | --------------- | ----------- | ---- | --------------------- | ----------------- | --------------- |
| 1  | HBC 北海道放送       | 17              | 10W         | 115W | 北海道                | 約10,700世帯      | 2008年 12月25日 |
| 2  | NHK 函館教育         | 14              | 10W         | 125W | 全国                  | 約10,700世帯      | 2008年 12月25日 |
| 3  | NHK 函館総合         | 18              | 10W         | 135W | 道南圏 （渡島・檜山） | 約10,700世帯      | 2008年 12月25日 |
| 5  | STV 札幌テレビ放送   | 15              | 10W         | 125W | 北海道                | 約10,700世帯      | 2008年 12月25日 |
| 6  | HTB 北海道テレビ放送 | 41              | 10W         | 115W | 北海道                | 約10,700世帯      | 2008年 12月25日 |
| 7  | TVh テレビ北海道     | 19              | 10W         | 115W | 北海道                | 約10,700世帯      | 2008年 12月25日 |
| 8  | UHB 北海道文化放送   | 47              | 10W         | 110W | 北海道                | 約10,700世帯      | 2008年 12月25日 |

- 2008年12月3日に予備免許交付、12月9日に試験電波発射、12月25日に本免許交付。

### 地上アナログテレビジョン放送送信設備
| チャンネル | 放送局名             | 空中線 電力       | ERP                  | 放送対象地域          | 放送区域 内世帯数 | 偏波面   |
| ---------- | -------------------- | ----------------- | -------------------- | --------------------- | ----------------- | -------- |
| 49         | NHK 函館教育         | 映像100W/ 音声25W | 映像1.55kW/ 音声390W | 全国                  | 6,111世帯         | 水平偏波 |
| 51         | NHK 函館総合         | 映像100W/ 音声25W | 映像1.55kW/ 音声390W | 道南圏 （渡島・檜山） | 6,111世帯         | 水平偏波 |
| 53         | HBC 北海道放送       | 映像100W/ 音声25W | 映像1.55kW/ 音声390W | 北海道                | 6,111世帯         | 水平偏波 |
| 55         | STV 札幌テレビ放送   | 映像100W/ 音声25W | 映像1.5kW/ 音声380W  | 北海道                | 6,111世帯         | 水平偏波 |
| 57         | HTB 北海道テレビ放送 | 映像100W/ 音声25W | 映像1kW/ 音声250W    | 北海道                | 6,111世帯         | 水平偏波 |
| 59         | UHB 北海道文化放送   | 映像100W/ 音声25W | 映像980W/ 音声240W   | 北海道                | 6,111世帯         | 水平偏波 |
| 61         | TVh テレビ北海道     | 映像100W/ 音声25W | 映像1kW/ 音声250W    | 北海道                | 6,111世帯         | 水平偏波 |

- 2011年7月24日の停波を以って、運用を終え、廃局となった。

### FMラジオ中継局
| 周波数 （MHz） | 放送局名   | 空中線 電力 | ERP  | 放送対象地域          | 放送区域 内世帯数 | 偏波面   |
| -------------- | ---------- | ----------- | ---- | --------------------- | ----------------- | -------- |
| 84.3           | NHK 函館FM | 100W        | 340W | 道南圏 （渡島・檜山） | 不明              | 水平偏波 |

## 放送エリアについて
- アナログテレビは、奥尻町・せたな町大成区・八雲町熊石地区・乙部町・江差町・上ノ国町の沿岸地域および松前町北西部の沿岸地域。（八雲町熊石以南は北向きに海（中継局）が見通せる地域）
- FMラジオも基本的には上記のエリア。
- FM遠距離受信については江差ラジオ中継局を参照。